# Kathedrale von Eger

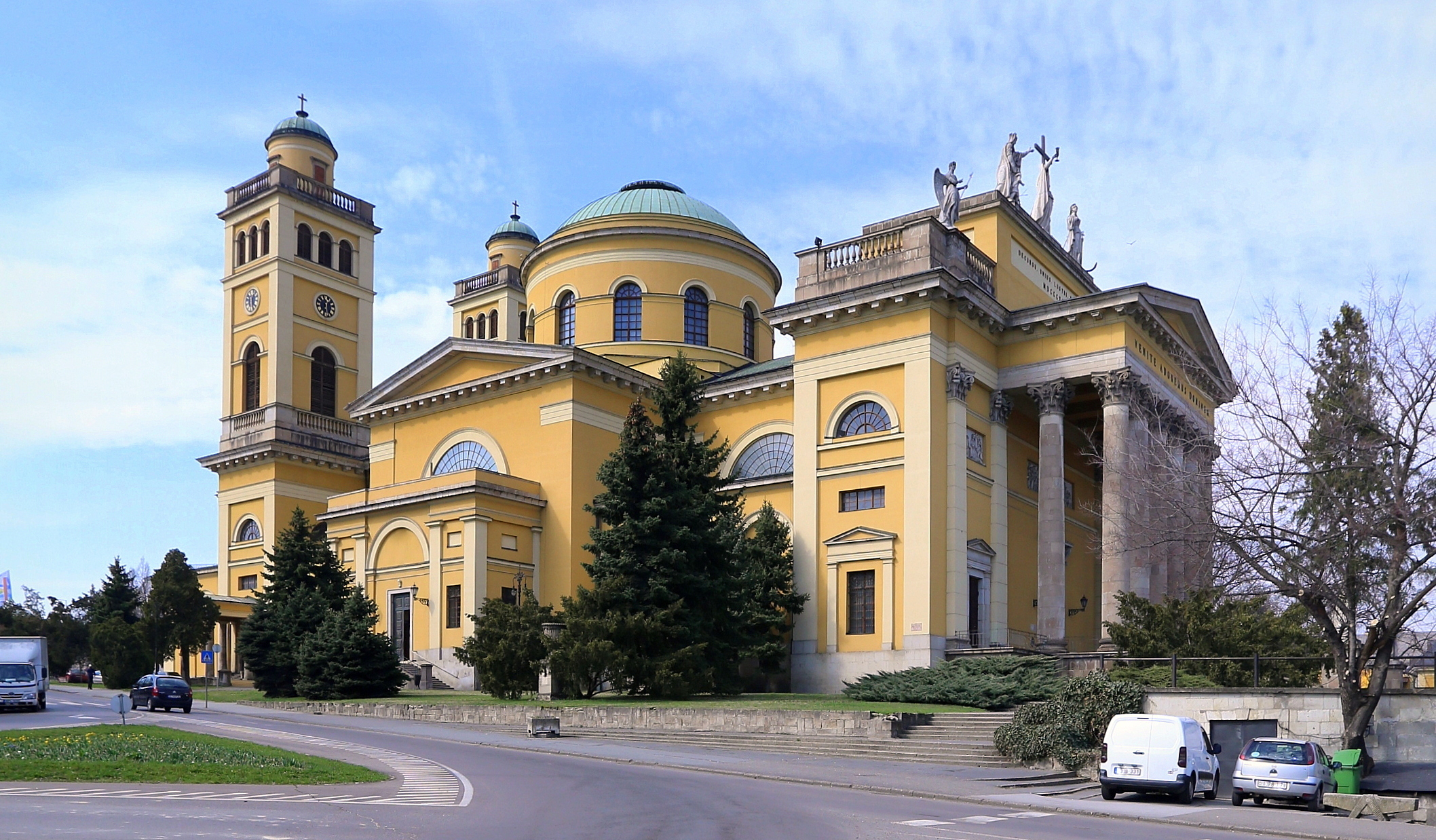
Kathedrale von Eger

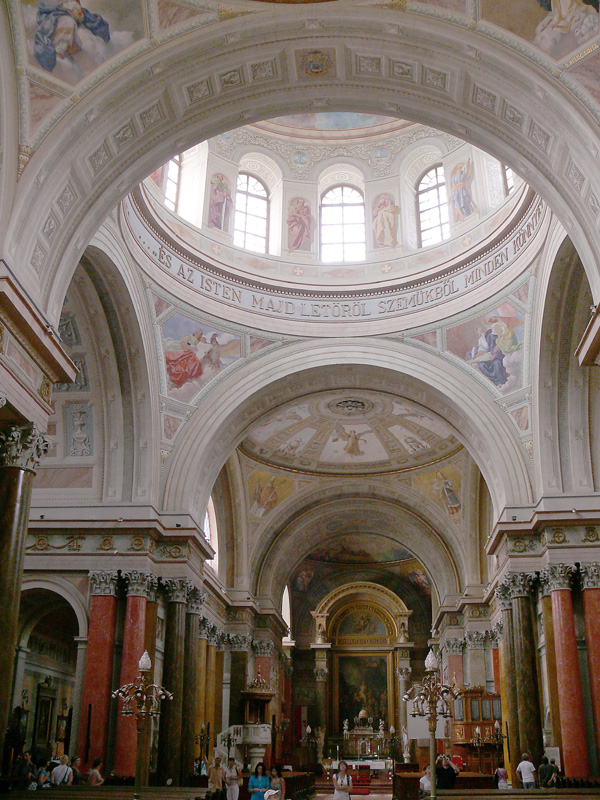
Blick in die Kuppel und zum Hochaltar

Die Kathedrale von Eger in der nordungarischen Stadt Eger (dt. Erlau) ist die Bischofskirche des römisch-katholischen Erzbistums Eger. Die klassizistische Kuppel-Basilika mit dem Patrozinium des Evangelisten Johannes und des Erzengels Michael wurde 1831–1837 nach Plänen von József Hild erbaut. Sie ist die zweitgrößte Kirche Ungarns.

## Geschichte
Nach dem Ende der türkischen Herrschaft wurde Eger 1804 zum Erzbischofssitz erhoben. Aber erst Johann Ladislaus Pyrker, der 1826 Erzbischof von Eger wurde, konnte den Kathedralneubau realisieren.

## Architektur
Die Kathedrale ist eine dreischiffige Basilika. In der Mitte zwischen dem Langhaus im Osten und dem Chor im Westen kreuzt das Querhaus. Über der Vierung steht die Kuppel mit einem runden, durchfensterten Tambour. An den Chor sind die beiden hohen Glockentürme angefügt. Die Portalvorhalle im Osten ist als Portikus nach Art eines griechischen Tempels gestaltet.

## Ausstattung
Im Innern beherrschen die dichten Marmorsäulenreihen, die freskengeschmückten Flachkuppeln über Langhaus und Chor und die helle Hauptkuppel den Raumeindruck. Klassizistische, in der Ikonografie an den Barock anknüpfende Formen prägen die künstlerische Ausstattung.

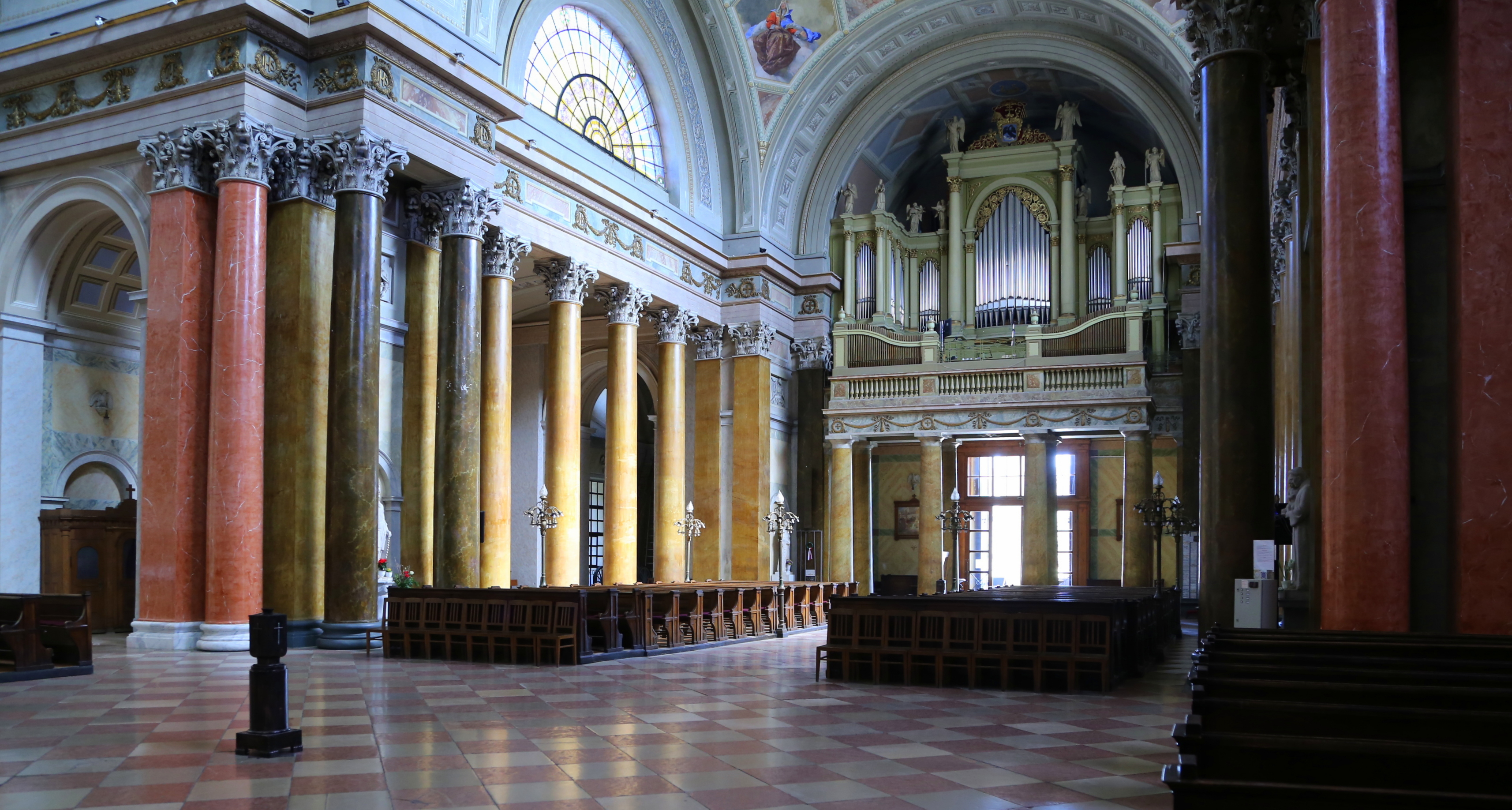
Blick auf die Hauptorgel

Die Hauptorgel ist mit 99 Registern und fünf Manualen eine der größten in Ungarn. Sie war 1864 von Ludwig Mooser gebaut und danach mehrmals erweitert worden. Die Chororgel von der Firma Angster von 1910 hat zwei Manuale mit zehn Registern.

## Bilder

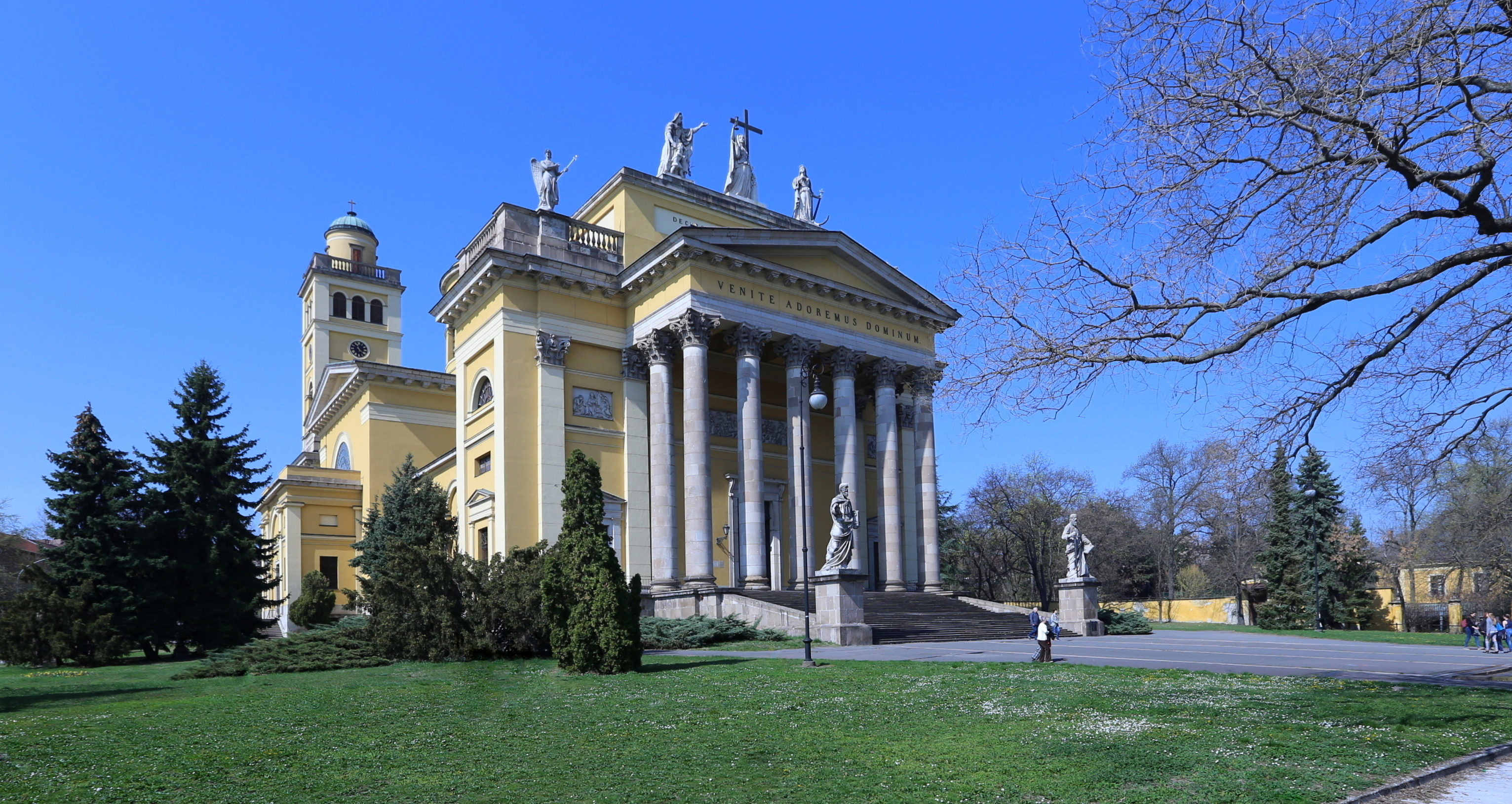
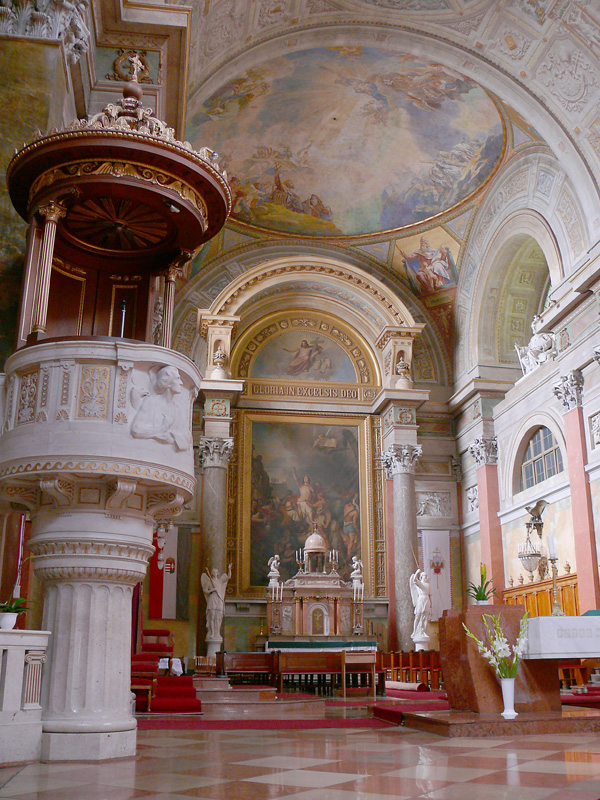
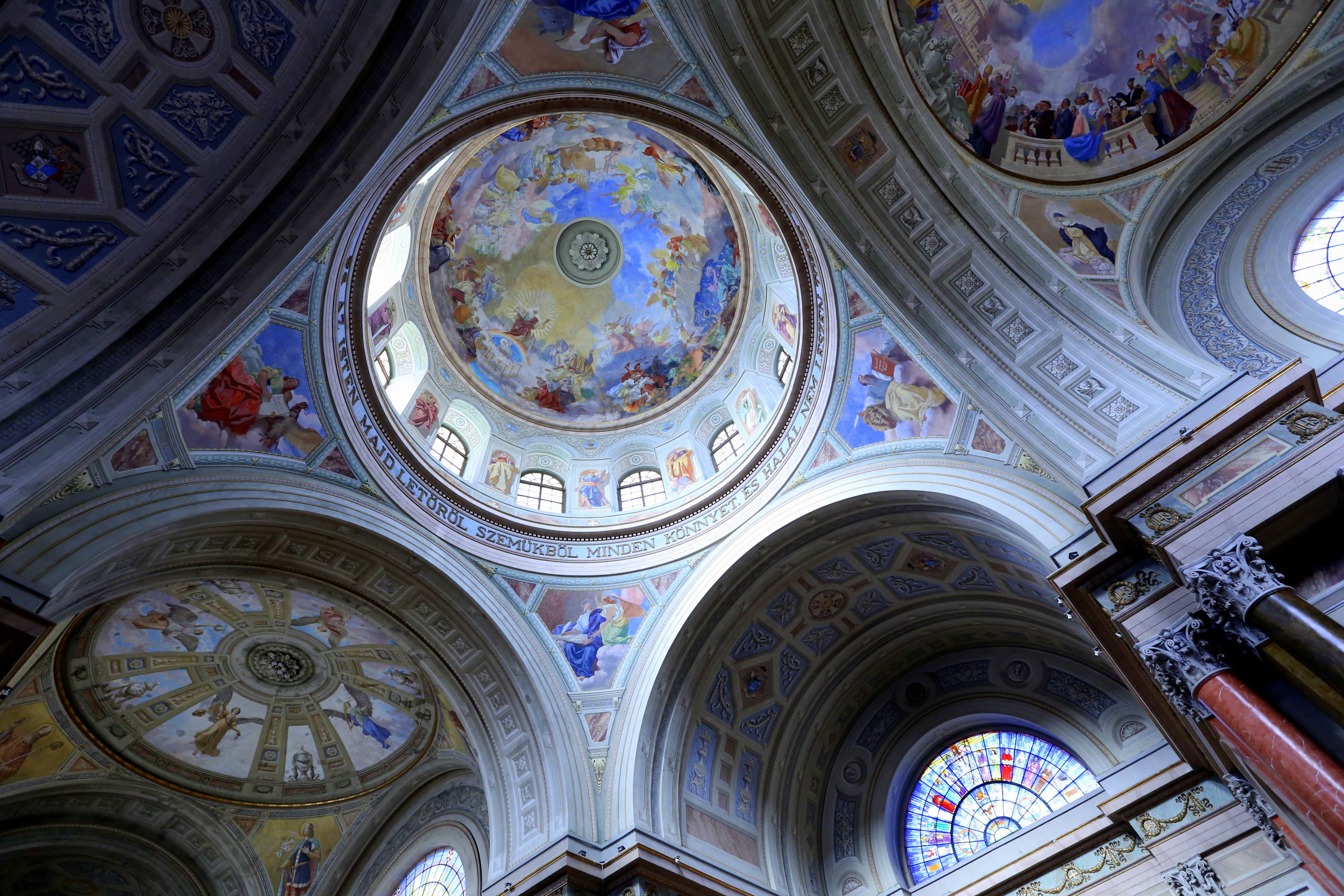
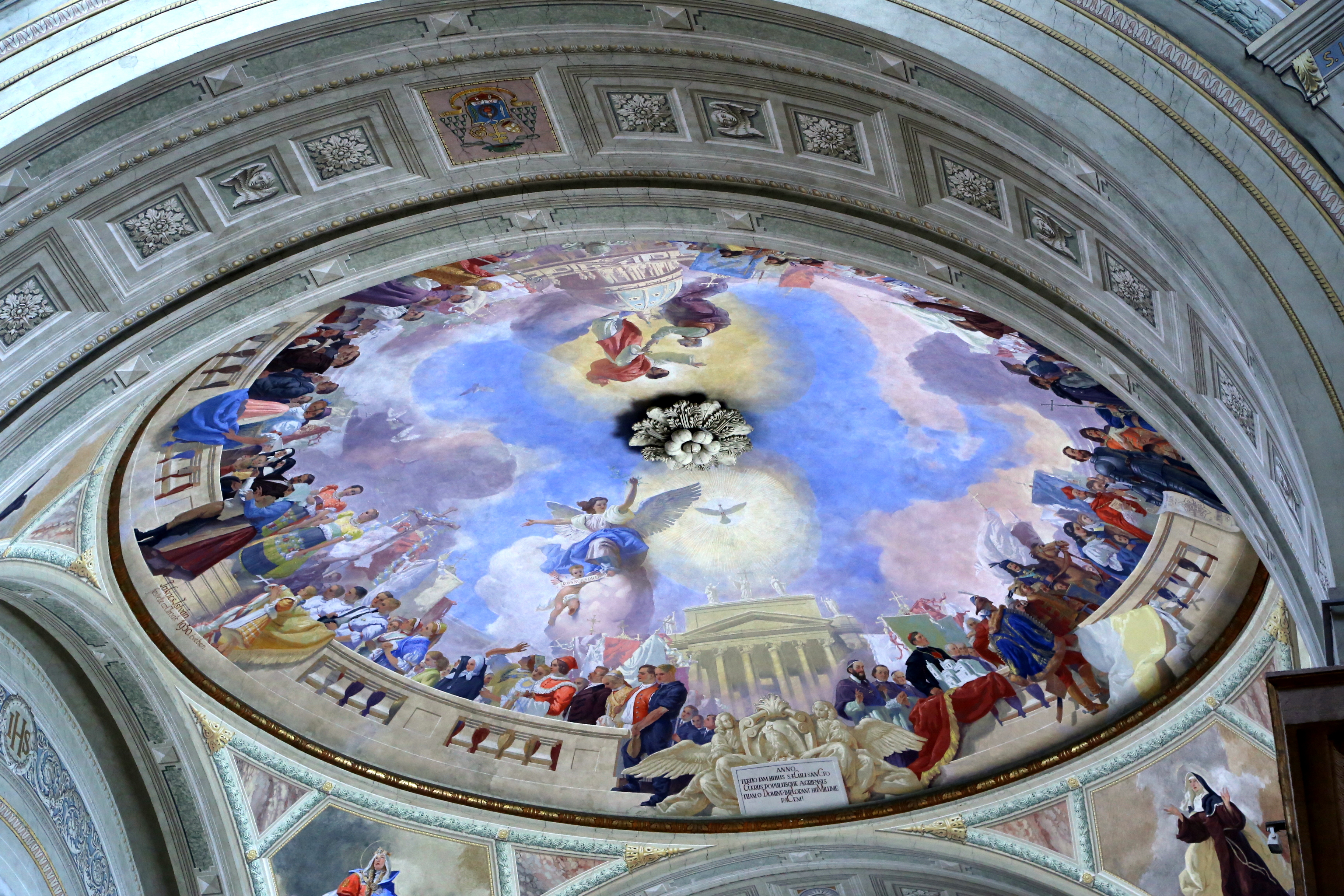
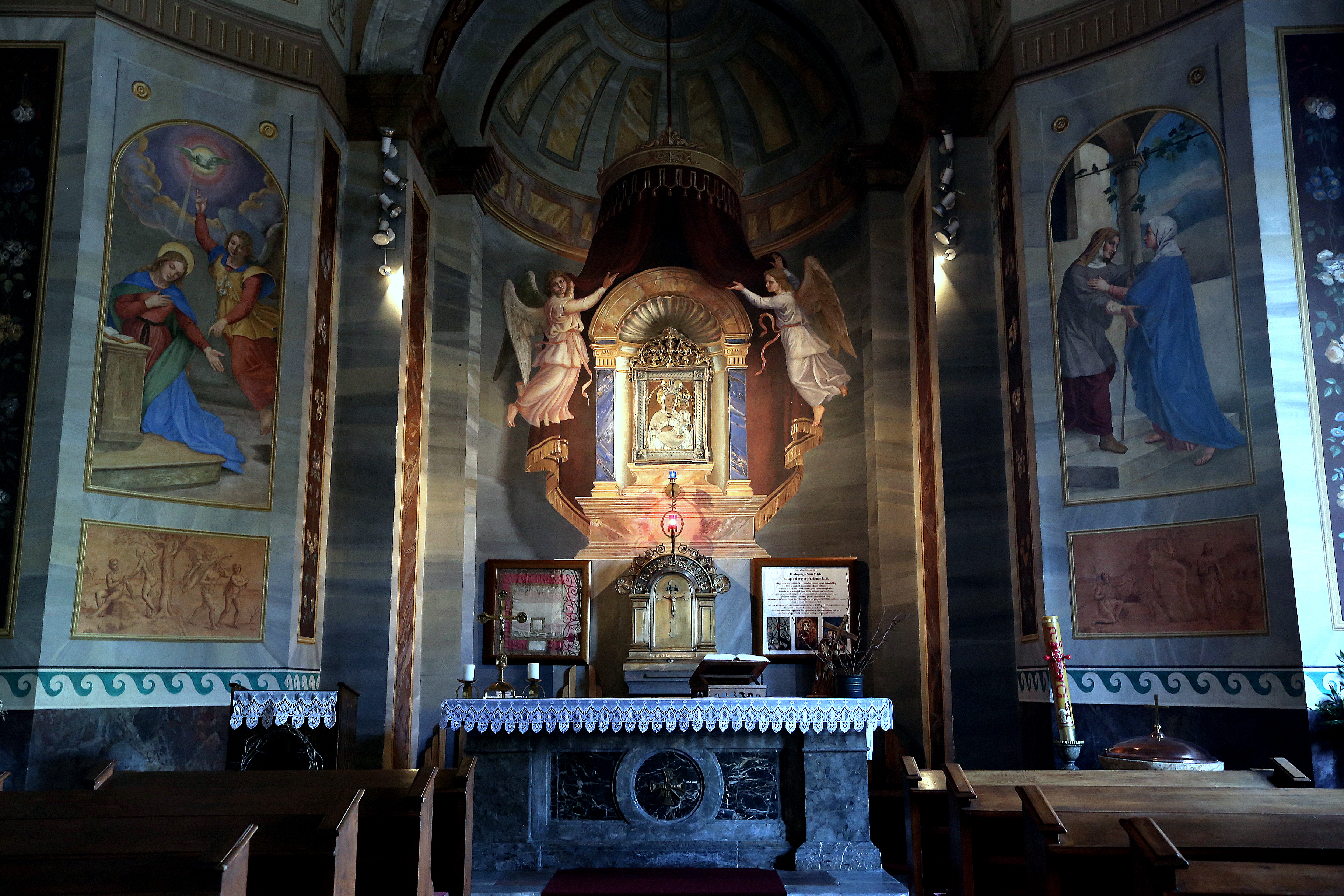
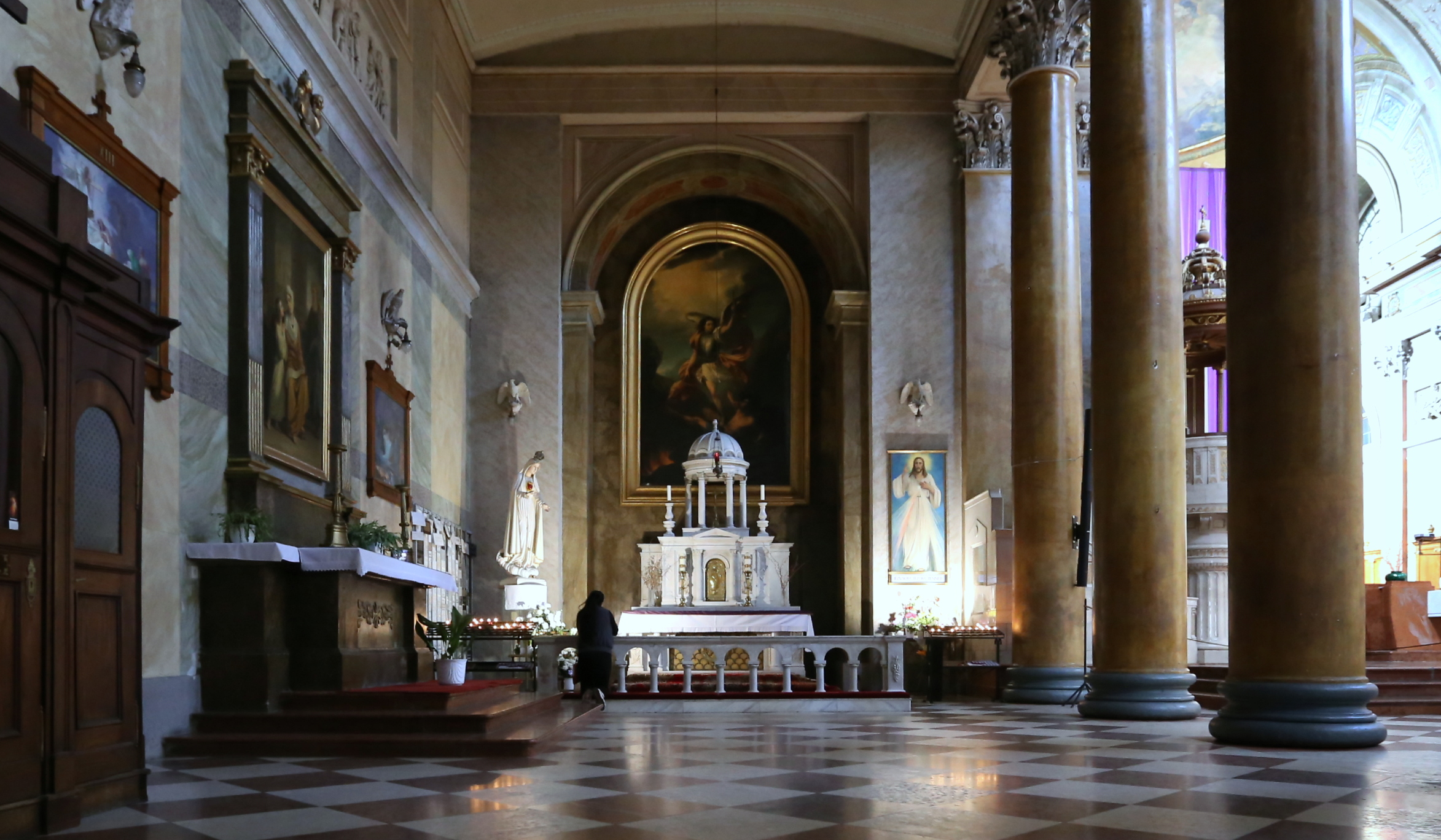